# Couderay
Couderay és una població dels Estats Units a l'estat de Wisconsin. Segons el cens del 2000 tenia 96 habitants.

## Demografia
Segons el cens del 2000, Couderay tenia 96 habitants, 40 habitatges, i 26 famílies. La densitat de població era de 38,2 habitants per km².
Dels 40 habitatges en un 30% hi vivien nens de menys de 18 anys, en un 55% hi vivien parelles casades, en un 5% dones solteres, i en un 35% no eren unitats familiars. En el 27,5% dels habitatges hi vivien persones soles el 15% de les quals corresponia a persones de 65 anys o més que vivien soles. El nombre mitjà de persones vivint en cada habitatge era de 2,4 i el nombre mitjà de persones que vivien en cada família era de 2,88.
Per edats la població es repartia de la següent manera: un 21,9% tenia menys de 18 anys, un 11,5% entre 18 i 24, un 20,8% entre 25 i 44, un 28,1% de 45 a 60 i un 17,7% 65 anys o més.
L'edat mediana era de 41 anys. Per cada 100 dones de 18 o més anys hi havia 120,6 homes.
La renda mediana per habitatge era de 40.417 $ i la renda mediana per família de 41.042 $. Els homes tenien una renda mediana de 33.750 $ mentre que les dones 9.750 $. La renda per capita de la població era de 14.008 $. Aproximadament el 6,1% de les famílies i l'11,4% de la població estaven per davall del llindar de pobresa.

## Poblacions més properes
El següent diagrama mostra les poblacions més properes.